# Радио Белград 2
Радио Белград 2 (серб. Радио Београд 2) — сербская радиостанция и вторая программа общенациональной радиостанции «Радио Белград». Входит в состав Радио и телевидения Сербии. Эфирное вещание осуществляется с 9 февраля 1958 года.

## История
9 февраля 1958 года началось экспериментальное вещание Второй программы Радио Белграда, которое с 1963 года стало ежедневным. На этой волне выходили, прежде всего, авторские программы с ведущими и различные ток-шоу. Вторая программа была изначально нацелена на испытание новых, инновационных форм передач и на популяризацию культурных и художественных ценностей. В сентябре 2002 года Вторая программа была переименована в Радио Белград 2, а также была утверждена новая программа вещания. В наши дни Радио Белград 2 включает в себя пять редакций, которые создают 15-часовую программу вещания. Под слоганом «Элитарность для всех» эта программа реализует не только информационную, но и образовательную функции. С 2006 года Радио Белград 2 вручает ежегодную премию «Книга года» в области теории литературы, философии и эстетики. В 2008 году премии было присвоено имя философа, литературоведа и писателя Николы Милошевича.

## Программы в эфире
В эфир выходят следующие передачи:
- От золотого яблока (серб. Од злата јабука)
- Сказанное и умолчанное (серб. Речено и прећутано)
- Время музыки (серб. Време музике)
- Клуб 2
- Кибицфенстер
- Контрапункт
- Глаз Балкан (серб. Око Балкана)
- Бескрайний синий круг (серб. Бескрајни плави круг)
- Игла на виниле (серб. Игла на винилу)
- Ожидая ветер (серб. Чекајући ветар)
- Шёлковый путь (серб. Пут свиле)